# Aristolochia stevensii
Aristolochia stevensii är en piprankeväxtart som beskrevs av K. Barringer. Aristolochia stevensii ingår i släktet piprankor, och familjen piprankeväxter. Inga underarter finns listade i Catalogue of Life.